# Turnul Tokio

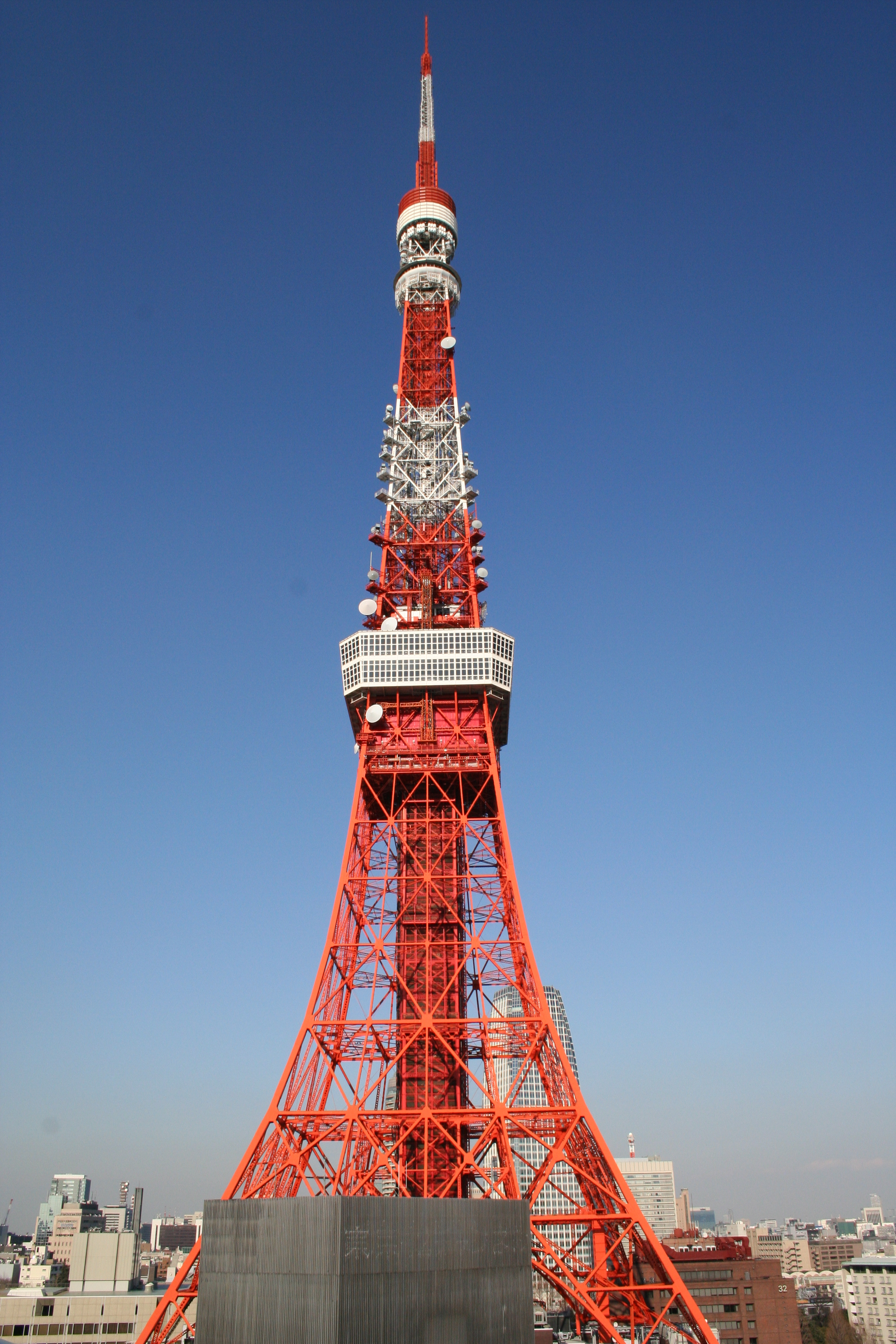
Turnul Tokio

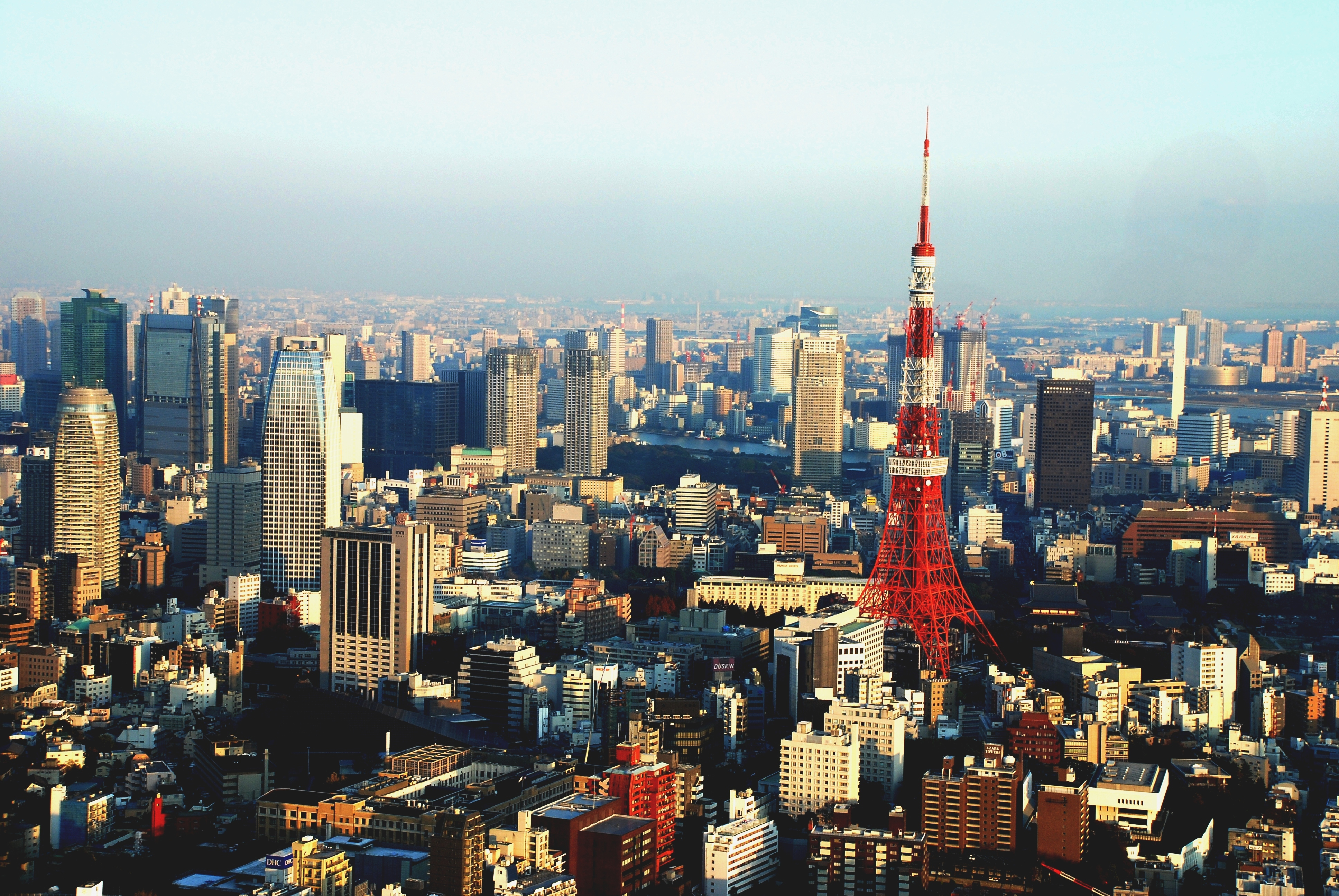
Turnul Tokio si clădirile ce îl înconjoară

Turnul Tokio (東京タワー Tōkyō-tawā) este un turn de comunicații situat în parcul Shiba din Tokio, Japonia. Este a doua structură artificială ca înălțime din Japonia, cu o înălțime de 333 m.
Grație celor 333 m înălțime, depășește cu 13 m Turnul Eiffel din Paris, cu care se aseamănă întrucâtva. Turnul Tokyo este una dintre cele mai populare atracții din oraș, fiind prevăzut cu o platformă de observare la 150 m și cu alta la 250 m care oferă panorame asupra orașului Tokyo. La baza turnului se află clădirea FootTown unde se găsesc magazine, un muzeu, o galerie, restaurante etc. 

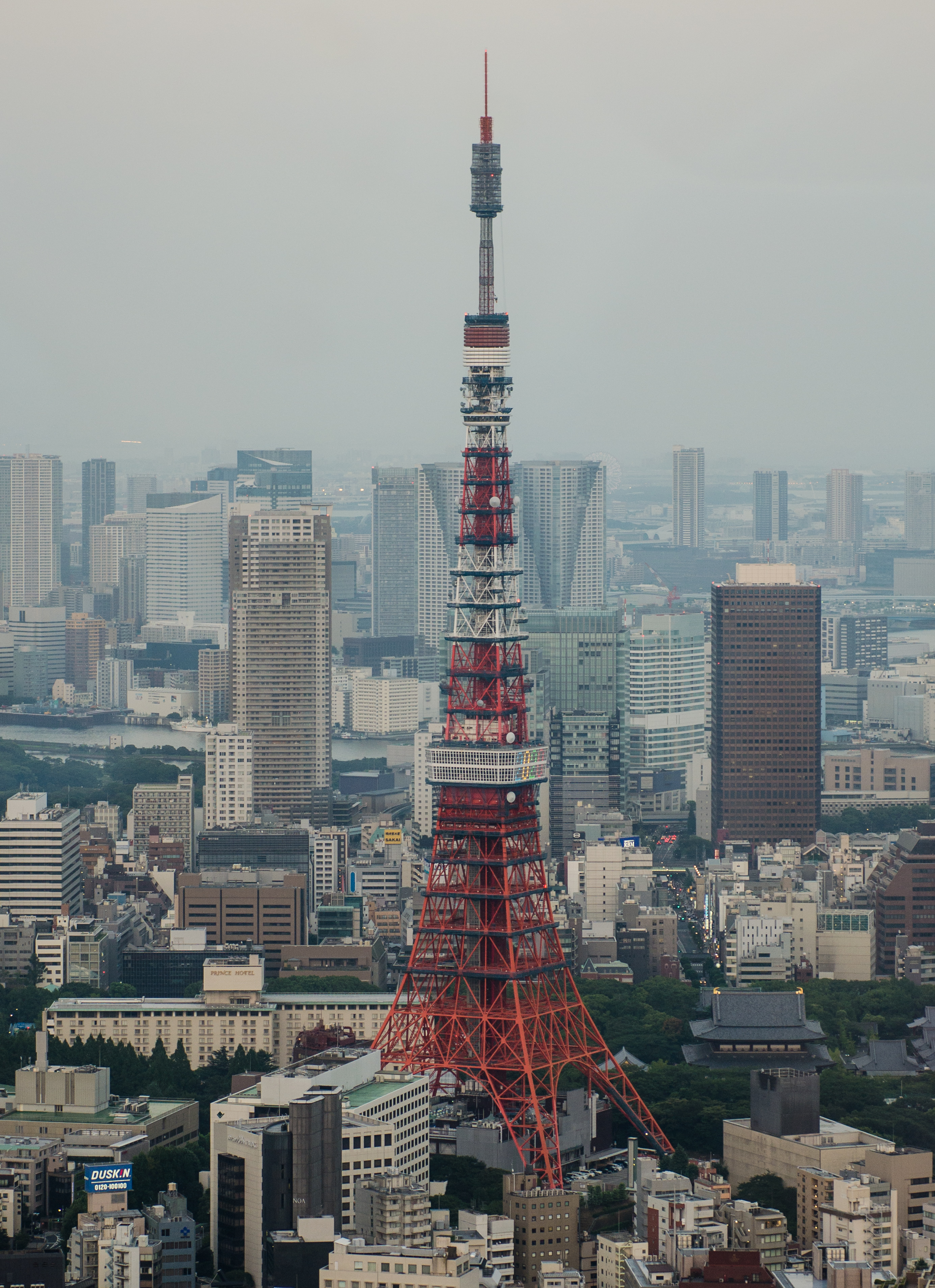

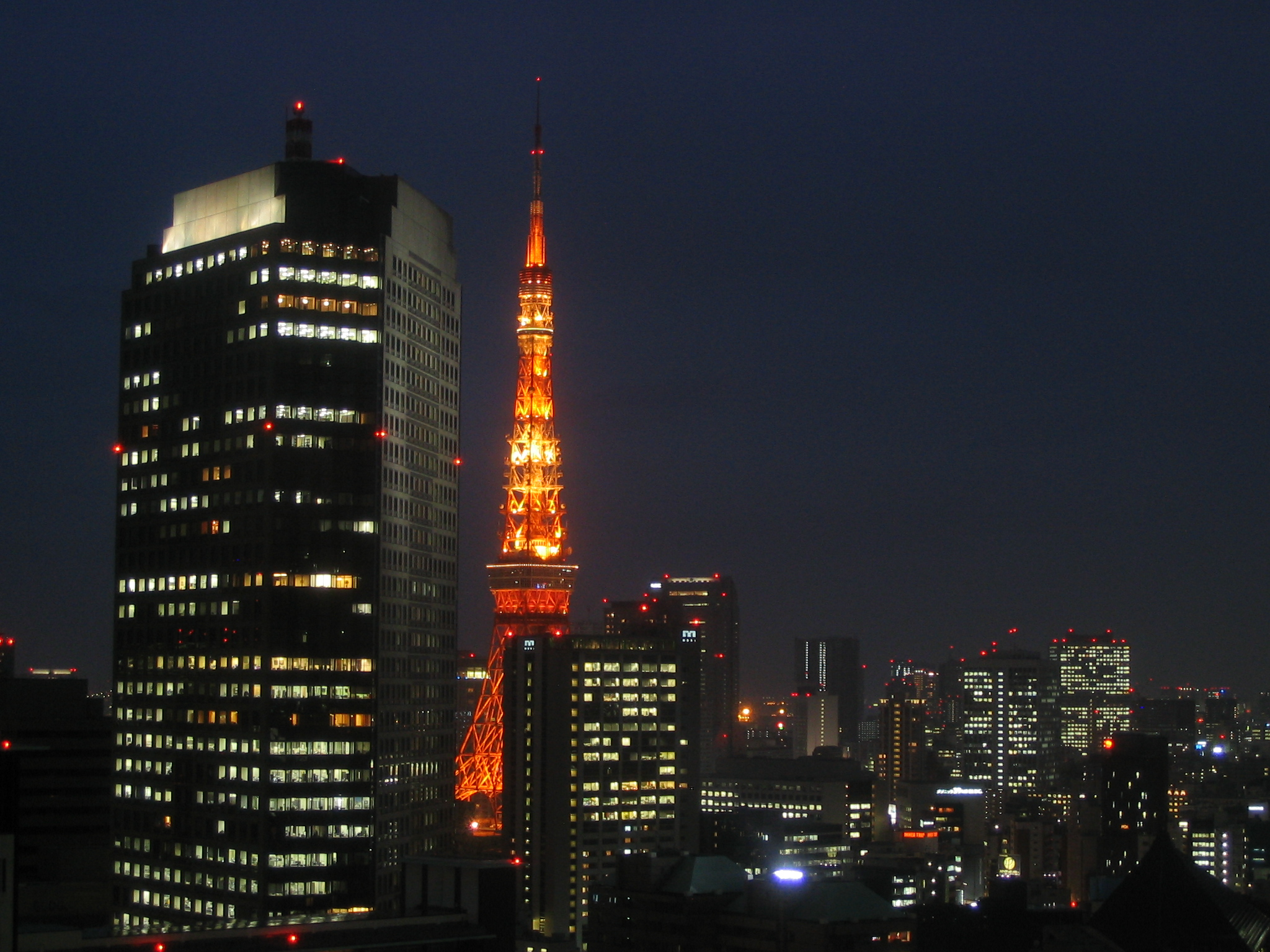

## Legături externe
- http://www.infoturism.ro/atractii-turistice/top-10-cele-mai-populare-atractii-in-tokyo/
- http://www.infotour.ro/ghid-turistic/cladiri-si-turnuri/turnul-tokyo-8975